# 古爾科沃市鎮
42°07′59″N 25°51′00″E / 42.133°N 25.85°E

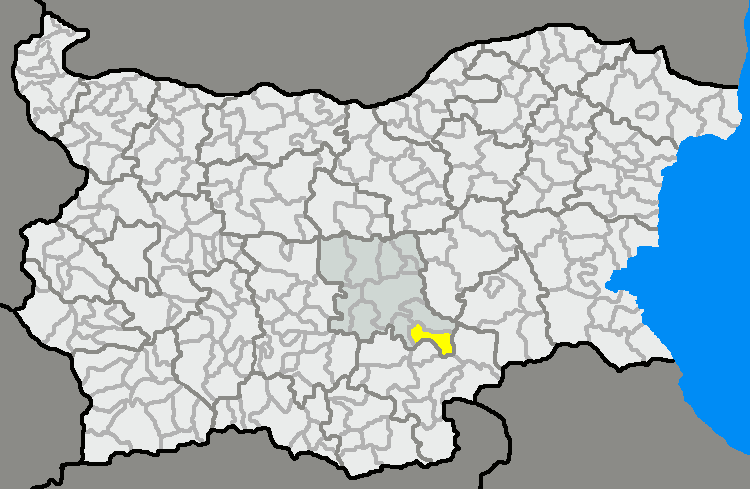

古爾科沃市，是保加利亞的城鎮，位於該國中南部，由舊扎戈拉州負責管轄，首府設於古爾科沃，面積292.26平方公里，2011年人口5,127，人口密度每平方公里17.54人。